# Hayet Omri
Hayet Omri (arabe : حياة عمري), née le 13 décembre 1981 à Regueb, est une chercheuse, inventrice et femme politique tunisienne, ancienne membre du mouvement islamiste Ennahdha. Elle est élue à l'Assemblée des représentants du peuple lors des élections du 26 octobre 2014 dans la circonscription de Sidi Bouzid.

## Biographie

### Formation
Née à Regueb, elle y poursuit ses études primaires et secondaires et obtient, en 2001, un baccalauréat au département de mathématiques de l'Institut secondaire de Regueb.
En 2007, elle obtient un certificat national d'ingénieure en chimie industrielle à l'Institut national des sciences appliquées et de technologie. En 2013, elle obtient un doctorat en chimie appliquée du même institut. En parallèle, entre 2011 et 2014, elle y est assistante contractuelle.

### Fonction politique
Membre du mouvement islamiste Ennahdha, elle est élue à l'Assemblée des représentants du peuple lors des élections législatives de 2014 puis réélue lors des élections législatives de 2019.
Elle y devient membre des commissions suivantes :
- jeunesse, affaires culturelles, éducation et recherche scientifique ;
- développement régional ;
- affaires de la femme, de la famille, de l'enfance, de la jeunesse et des personnes âgées ;
- réforme administrative, bonne gouvernance, lutte contre la corruption et contrôle de gestion des deniers publics ;
- santé et affaires sociales.

Le 26 septembre 2021, son nom apparaît dans la mise à jour de la liste de démissions collectives au sein du parti Ennahdha parue le jour précédent.

### Travaux et inventions
Pour éliminer l'acide phosphoreux, la Tunisie importe une substance onéreuse appelée « silex actif », tandis que le sol du bassin minier du gouvernorat de Gafsa en est riche. Dans ce contexte, Hayet Omri découvre un moyen d'extraire la substance de la poussière densément accumulée, ce qui aide la Société chimique de Tunisie à économiser environ dix millions de dinars grâce à l'arrêt de l'importation.
Parmi les autres inventions de Hayet Omri figure un procédé de valorisation des excréments végétaux à partir de desquels le phosphore est extrait sans impureté pour être exploité dans plusieurs secteurs.
Omri a également découvert une méthode pour éliminer le chlore et le phosphore de l'acide phosphorique, grâce à l'utilisation de certaines herbes qui sont traitées, séchées puis broyées et transformées en une substance visqueuse capable de les absorber.

## Prix et distinctions
En février 2013, elle remporte une médaille d'or aux Olympiades des jeunes inventeurs. Honorée par le président de la République tunisienne le 3 avril de la même année, elle obtient le 1er mai le deuxième prix d'Inventech, un concours d'invention et d'innovation organisé à Avignon. Le 31 mai, elle obtient un certificat d'appréciation du ministre tunisien de l'Enseignement supérieur et de la Recherche scientifique. Le 20 octobre, elle obtient une médaille d'or au salon Inventech organisé à Jonquières.
Elle est nommée le 17 janvier 2015 comme présidente d'honneur de la Fédération française des inventeurs, faisant d'elle la première femme arabe et africaine à recevoir ce titre. Le 25 mai, elle remporte trois prix dans une compétition internationale d'inventeurs organisée à Cannes.
En 2016, elle est désignée parmi les 100 femmes arabes les plus influentes au monde. Le 30 mars de la même année, elle remporte le prix de l'ingénieure arabe remis par l'Union des ingénieurs arabes. Le 17 avril de la même année, elle est honorée par le doyen des ingénieurs tunisiens.